# Lay Your Hands on Me
Lay Your Hands on Me è una canzone dei Bon Jovi, scritta da Jon Bon Jovi e Richie Sambora. È stata estratta come quarto singolo dal quarto album in studio del gruppo, New Jersey, nell'agosto del 1989. Ha raggiunto il settimo posto della Billboard Hot 100, diventando il quarto singolo consecutivo di New Jersey a entrare nella top 10, ed è inoltre arrivato alla posizione numero 20 della Mainstream Rock Songs negli Stati Uniti.
Nel 2014, la canzone è stata reinterpretata dalla celebre cantante country Dolly Parton, che chiese direttamente il permesso a Jon Bon Jovi e Richie Sambora per poterlo trasformare in un pezzo gospel. La Parton e Sambora hanno eseguito insieme il brano dal vivo al Festival di Glastonbury quello stesso anno.

## Informazioni sulla canzone
La canzone dura poco più di 6 minuti, con una lunga introduzione guidata dal ritmo della batteria di Tico Torres e dalle tastiere di David Bryan, accompagnate dagli "Hey!" scanditi dal pubblico. Successivamente, il brano si evolve in un potente hard rock, pieno di taglienti riff di chitarra di Richie Sambora e con la voce rauca di Jon Bon Jovi. Per ammissione dello stesso Jon, questa è una delle poche canzoni del gruppo che è stata scritta basandosi direttamente su un riff di chitarra, mentre lo stile solito era quello di partire dal titolo del brano. È stato pensato in studio durante le sessioni di registrazione dell'album New Jersey.

## Esibizioni dal vivo
Durante le esibizioni dal vivo degli anni '80 e '90, la canzone veniva spesso suonata da Richie Sambora con una chitarra a doppio manico, di cui uno era impostato su un'accordatura ribassata, mentre l'altro era sintonizzato su accordi standard. Un esempio di ciò lo si ha nel video concerto Live from London. Dal 2000 in poi, il brano invece fu iniziato a essere suonato da Sambora con una chitarra elettrica tradizionale (con un unico manico), come si può vedere nel DVD The Crush Tour. La canzone è stata eseguita un paio di volte per il Lost Highway Tour. Durante il The Circle Tour, Richie Sambora ha qualche volta cantato il brano al posto di Jon Bon Jovi.
Nel disco This Left Feels Right è presente una versione acustica della canzone, che si caratterizza per la presenza del mandoloncello al posto della chitarra. Questa versione è stata riproposta dal vivo in numerosi concerti dell'Have a Nice Day Tour nel biennio 2005-06.

## Video musicale
Il video musicale della canzone è stato realizzato mettendo insieme filmati presi dai due concerti tenuti al Tacoma Dome di Tacoma, in Washington, e al Memorial Coliseum di Portland, in Oregon, durante il New Jersey Syndicate Tour. A un certo punto del video, si vede il cantante Jon Bon Jovi che sale su una passerella elevata sopra la folla presente al concerto, incitando poi il pubblico a cantare il ritornello del brano.

## Tracce
45 giri
1. Lay Your Hands on Me – 6:03 (Jon Bon Jovi, Richie Sambora)
2. Bad Medicine (Live) – 5:54 (Bon Jovi, Sambora, Desmond Child)
3. Blood on Blood (Live) – 6:47 (Bon Jovi, Sambora, Child)

Versione britannica
1. Lay Your Hands on Me – 6:03 (Bon Jovi, Sambora)
2. You Give Love a Bad Name – 3:42 (Bon Jovi, Sambora, Child)
3. Let It Rock – 5:25 (Bon Jovi, Sambora)

Maxi singolo
1. Lay Your Hands on Me (versione ridotta) – 3:51 (Bon Jovi, Sambora)
2. Bad Medicine (Live) – 5:54 (Bon Jovi, Sambora, Child)
3. Runaway (Live) – 5:06 (Bon Jovi, George Karak)
4. Wild in the Streets (Live) – 5:17 (Bon Jovi)

Le tracce dal vivo sono state registrate durante il New Jersey Syndicate Tour.

## Formazione
- Jon Bon Jovi - voce
- Richie Sambora - chitarra, cori
- Alec John Such - basso, ciri
- David Bryan - tastiere, cori
- Tico Torres - batteria

## Classifiche
| Classifica (1989)             | Posizione massima |
| ----------------------------- | ----------------- |
| Australia                     | 23                |
| Canada                        | 17                |
| Irlanda                       | 8                 |
| Nuova Zelanda                 | 8                 |
| Paesi Bassi                   | 47                |
| Regno Unito                   | 18                |
| Stati Uniti                   | 7                 |
| Stati Uniti (mainstream rock) | 20                |
| Svizzera                      | 16                |